# 23 Eskadra Towarzysząca

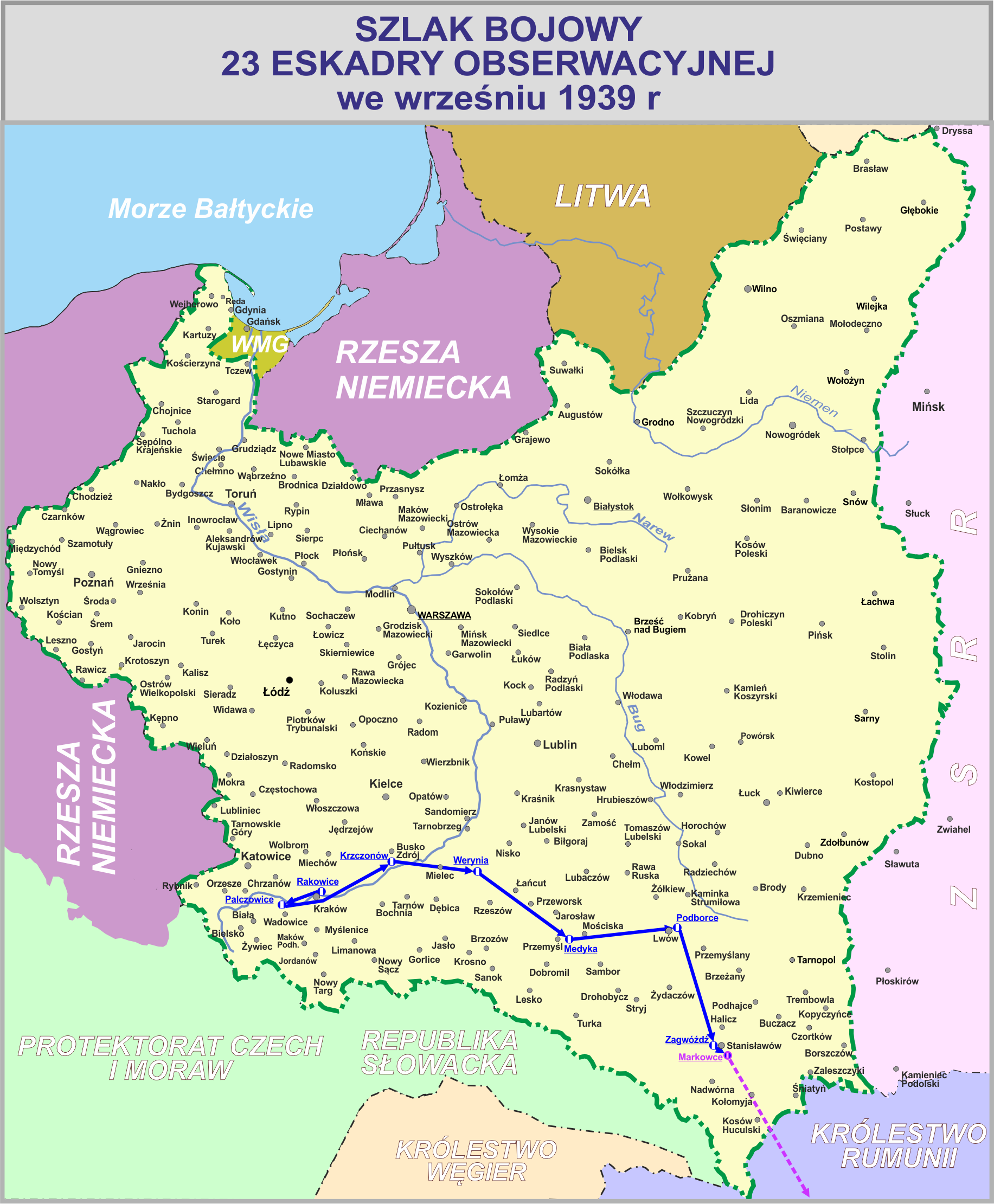

23 eskadra towarzysząca – pododdział lotnictwa Wojska Polskiego w II Rzeczypospolitej.
Eskadra sformowano została w 1937 jako 23 eskadra towarzysząca.
W kampanii wrześniowej eskadra obserwacyjna  walczyła w składzie lotnictwa Armii „Kraków” operując z lotniska polowego Palczowice, a następnie Armii „Karpaty” i Frontu Południowego.
Godło eskadry: 
- szerszeń na tle niebieskiego kwadratu

## Formowanie i szkolenie 23 eskadry towarzyszącej
Rozkaz Departamentu Aeronautyki MSWojsk. L.dz. 1513/29 tjn. Og.-Org. z 1929 nakazał formowanie w pułkach lotniczych nowego typu jednostek − eskadr towarzyszących. W 1932 w 2 pułku lotniczym powołano zalążek 23 eskadry – pluton towarzyszący wyposażony w 3 samoloty PZL Ł-2 organizacyjnie podporządkowany dowództwu I dywizjonu liniowego. Brak personelu uniemożliwił realizację projektu. W międzyczasie utworzono w pułku 24 eskadrę liniową i 26 eskadrę towarzyszącą. 
Faktycznie 23 eskadra towarzysząca została sformowana na podstawie rozkazu MSWojsk. L.dz. 2446/tjn. Org. z 7 lipca 1937. Zorganizowano ją w końcu października na bazie III plutonu 26 eskadry towarzyszącej na lotnisku Rakowice. Pododdział został wyposażony w samoloty towarzyszące Lublin R.XIIID. 
Przez kolejne miesiące uzupełniano sukcesywnie personel absolwentami Pułkowej Szkoły Pilotażu oraz nadwyżkami z innych eskadr pułku. Gotowość do działań 23 eskadra towarzysząca osiągnęła w lecie 1938. W tym też roku, w związku z akcją „Zaolzie", eskadra została włączona do lotnictwa Samodzielnej Grupy Operacyjnej „Śląsk”.
W 1939 eskadra odbyła szkołę ognia z 5 Grupą Artylerii, a w lipcu eskadra otrzymała pierwsze samoloty RWD-14 Czapla.
Z chwilą ogłoszenia mobilizacji sierpniowej 1939 r. 23 eskadra towarzysząca została przemianowana na 23 eskadrę obserwacyjną.

## Działania 23 eskadry obserwacyjnej w 1939

### Mobilizacja eskadry
24 sierpnia 1939 na lotnisku Rakowice została przeprowadzona mobilizacja eskadry. Samoloty rozśrodkowano na krańcach lotniska. Po zakończeniu mobilizacji jednostka została przemianowana na 23 eskadrę obserwacyjną. W nocy z 26 na 27 sierpnia rzut kołowy odjechał na lotnisko Palczowice. 7 „Czapli” i 2 łącznikowe RWD-8 dołączyło rano 31 sierpnia.

### Działania eskadry w kampanii wrześniowej
Kampanię wrześniową  23 eskadra obserwacyjna odbyła w składzie lotnictwa Armii „Kraków”, a następnie Armii „Karpaty” i Grupy Armii „Małopolska”. 
Zgodnie z „planem użycia lotnictwa”, z dniem 1 września 23 eskadrę podporządkowano dowódcy Grupy Operacyjnej „Bielsko”.
Po powrocie z odprawy w sztabie GO „Bielsko”, por. obs. Władysław  Rewakowicz poinformował personel o wybuchu wojny polsko-niemieckiej.
Na pierwsze zadanie bojowe wyznaczeni zostali por. obs. Radomir Walczak i kpr. pil. Adam Bujak. Rozpoznawali oni teren po osi Cieszyn – Frydek oraz drogi na osi Zebrzydowice – Karwina – Morawska Ostrawa. W czasie wykonywania zadania pilot został ranny w nogę, a „Czapla” została postrzelana przez silną obronę przeciwlotniczą. Meldunki z rozpoznania zrzucono na płachty wielkich jednostek. W tym samym czasie załoga: por. obs. Antoni Wayda i ppor. pil. Zdzisław Hirsz rozpoznawała obszar w rejonie Zakopanego.
Po południu eskadra otrzymała rozkaz rozpoznać rejon Sucha – Chabówka – Nowy Targ – Zakopane oraz doliny rzek Białego i Czarnego Dunajca. Zadanie wykonali por. obs. Wacław Raczyński i ppor. pil. Tadeusz Kaszycki.

Pilot tak relacjonował przebieg lotu:

Wystartowaliśmy z Palczowic. Wkrótce po starcie ostrzelała nas OPL odwodów 6 Dywizji Piechoty w rejonie m. Zator, na szczęście dla nas niecelnie. Lecimy na wysokości około 200 metrów ze względu na słabą widoczność pionową. W rejonie Zakopane – Nowy Targ i Nowy Targ – Jaworzyna stwierdzamy znaczne siły pancerno-motorowe wroga związane w walce z naszymi oddziałami, które spychane olbrzymią przewagą ogniową – z wolna ustępują. „Czaplę” raz po raz chwytały smugi pocisków nieprzyjacielskich, ale udawało mi się uniknąć postrzału. Po zakończeniu zadania i zrzuceniu meldunku zgodnie z dyspozycją w locie powrotnym samolot nasz został ostrzelany. To nasze oddziały osłaniające most krakowski dają znać, że czuwają... Ale i tym razem pociski nas ominęły i po 1,5-godzinnym locie lądujemy o 17.41 w Palczowicach.

W tym czasie załogi por. obs. Włodzimierza Czupryka z kpr. pil. Walentym Kopą oraz por. obs. Jana Wacińskiego z kpr. pil. Czesławem Sulikowskim, rozpoznawały przedpole armii i południowe jej skrzydło. Obie załogi wróciły na postrzelanych „Czaplach”.
2 września  w rejon Nowego Sącza poleciała załoga por. Wacława Raczyńskiego, a por. obs. Władysław Rewakowicz z kpr. pil. Karolem Kłyszczem w rejon Żywiec – Milówka – Pilsko. Od ognia artylerii przeciwlotniczej  został ranny w szyję kpr. Kłyszcz. Obszar Frydek – Frysztat rozpoznawali por. obs. Oskar Sablik z kpr. pil. Antonim Kępczyńskim. Uszkodzony ogniem OPL samolot rozbił się przy lądowaniu. Załoga wyszła bez obrażeń. W tym czasie  por. obs. Waciński i kpr. pil. Bednarski rozpoznali lotnisko Pobiednik. W nocy udał się tam rzut kołowy eskadry. Jednak dowódca lotnictwa Armii „Kraków” nakazał przesunięcie jednostki na lotnisko Balice.
Rano 3 września samoloty przeleciały do Balic, skąd załogi poruczników Stefana Lintzela i Oskara Sablika działały na korzyść GO „Boruta”. O 9.00 por. obs. Waciński z ppor. Kaszyckim wykonali lot łącznościowy do Trzebini, poszukując m.p. II/26 plutonu. Przy lądowaniu uszkodzono RWD-8. O 16.30 pozostałe samoloty eskadry odleciały z Balic do Pobiednika, gdzie zastano rzut kołowy i samoloty II plutonu 26 eskadry obserwacyjnej.
4 września załogi eskadry rozpoznawały rejon na północ od linii obronnych Armii „Kraków”. W obszar Włoszczowa – Szczekociny polecieli por. Raczyński z por. Kaszyckim. Ich celem było odszukanie m.p. sztabu 7 Dywizji Piechoty. Kolejne zadania polegały na rozpoznaniu kierunku północnego w rejonie Jędrzejowa i rozpoznanie kierunku południowego  w rejonie Mszany Dolnej. Pierwsze zadanie wykonała załoga por. obs. Sablika z kpr. pil. Kępczyńskim. W rejonie Cieszyn – Dziedzice wykryła niemiecką kolumnę pancerną  w marszu na Bielsko. W rejonie Mszany Dolnej rozpoznawała załoga ppor. obs. Lecha Malynicza z  kpr. pil. Czesławem Sulikowskim. Zmasowany ostrzał OPL kolumny pancerno-motorowej jadącej szosą z Chabówki na Mszanę Dolną spowodował, że pilotowi z trudem udało się uniknąć zestrzelenia, ale uszkodzone pociskami podwozie samolotu złamało się podczas lądowania. Załoga wyszła bez obrażeń. O zmroku  rzut powietrzny odleciał na lądowisko Kszczonów. Uszkodzone „Czaple” spalono.
5 września załogi poruczników Czupryka i Walczaka nadal bezskutecznie poszukiwały sztabu 7 Dywizji Piechoty. Po południu porucznicy Sablik i Wayda wykryli długą kolumnę zgrupowania pancerno-motorowego maszerującego w kierunku na Limanową i Nowy Sącz. Rozpoznania sytuacji na styku z Armią „Łódź” dokonali por. Raczyński z ppor. Hirszem. Wszystkie załogi wróciły do bazy.
6 września o 6.30 na rozpoznanie wystartował por. Rewkowicz z ppor. Hirszem. dowódca eskadry relacjonował lot w sposób następujący:

Lecimy pełną mocą silnika na północ. Uważnie śledzę mijane drogi i szosy, nie zapominając o stałej obserwacji nieba. Mijając duży rezerwat zieleni dookoła Buska-Zdroju, polecam pilotowi wejść na trakt wiodący do Chmielnika. Znaleźliśmy się w nakazanym rejonie rozpoznania. Pilot schodzi na wysokość 600 m. W górze nadal spokojnie. Dolatujemy do Daleszyc. Widzę jak z miasteczka wypływa w kierunku na Chmielnik i Kije lawina wozów pancernych, czołgów, samochodów, a wśród niej ciemne, ruchliwe punkciki – motocykle. Pilot przezornie odchodzi szerokim lukiem od szosy, by ponownie po kilku minutach wejść na kurs równoległy do rozpoznawanej szosy. Przelatując nad Daleszycami, oglądam rynek miasteczka wypełniony różnego typu pojazdami. Cała ta olbrzymia masa stali i ludzi toczyła się w kierunku Kielc na Daleszyce-Chmielnik-Kije. Nanoszę usytuowanie oraz kierunki marszu kolumn niemieckich na mapę i każę Hirszowi wracać do bazy. Chcę jak najprędzej dotrzeć w rejon Koszyc, gdzie mam zrzucić meldunek. W umówionym miejscu znajduję punkt łączności sztabu Armii „Kraków”. Wyrzucam woreczek z meldunkiem i zawracamy do Kszczonowa.

Tego dnia załoga por. Sablika rozpoznała duże oddziały czołgów i samochodów niemieckich w pobliżu Skały, a por. Wayda z kpr. Bednarskim ustalał sytuację w rejonie Krakowa.
7 września w rejonie Sandomierza rozpoznanie prowadziła załoga por. Raczyńskiego. Wykryto liczne oddziały niemieckie. Po południu eskadra otrzymała rozkaz przeniesienia się na lotnisko Werynia. Dla dalszej współpracy ze sztabem armii pozostali w Kszczonowie obserwatorzy: Czupryk, Sablik, Walczak i Małynicz oraz piloci: Bujak, Sulikowski i Korepta. Lotnicy mieli do dyspozycji 2 „Czaple”. Z lotniska Kszczonów wykonano trzy zadania: por. Sablik i ppor. Małynicz dwa loty. Po wykonaniu zadania ich „Czaple” wylądowały w Szczucinie. Na skutek zagrożenia lądowiska w Szczucinie przez czołgi, samoloty odleciały do Mielca, a następnego dnia nastąpił odlot na lądowisko Medyka-Budy, gdzie przebywała już pozostała część eskadry.
Z dniem 9 września eskadra została podporządkowana dowódcy lotnictwa Armii „Karpaty”. Tego dnia załoga por. Walczaka rozpoznawała rejon Tarnowa i Nowego Korczyna, a por. Stefana Lintzela drogi Przemyśl–Przeworsk–Radymno. Powrócił też ppor. Kaszycki.
Wieczorem por. Waciński z ppor. Kaszyckim polecieli na wyszukanie terenów pod przyszłe lotnisko eskadry. Nad Jarosławiem Polacy napotkali 3 Junkersy Ju 52, które to ostrzelał obserwator. W rejonie Niżankowic „Czapla” dostała się pod silny ogień stojącego transportu kolejowego własnej piechoty. Zmusiło to pilota do natychmiastowego lądowania w Sierakoścach. O zmroku odleciano do Medyki.
10 września nastąpił odlot rzutu powietrznego na lądowisko Słowita.
11 września od rana por. Raczyński z ppor. Kaszyckim rozpoznawali ruchy oddziałów niemieckich na drogach Rudki – Sambor – Chyrów – Felsztyn. Stwierdzono marsz dużej jednostki pancernej z kierunku Chyrowa na Felsztyn. Inna kolumnę pancerną wykryto w rejonie Przemyśla. Z braku łączności z dowódcą lotnictwa Armii „Karpaty” ppłk. dypl. pil. Olgierdem Tuśkiewiczem, na poszukiwanie stanowiska dowodzenia armii dowódca eskadry wysłał por. Walczaka. Ten odnalazł je następnego dnia we Lwowie.
12 września o świcie samoloty przeleciały na lądowisko Markowce. W trakcie przejazdu rzutu kołowego zderzyły się w ciemnościach dwa samochody. W wyniku wypadku zostali poważnie kontuzjowani por. obs. Wayda i plut. pchor. rez. pil. Julian Kraj. Tego dnia zadań bojowych nie wykonywano. Podczas zagospodarowania lotniska wykryto w pobliskim lesie dwa zamaskowane samoloty LWS-3 „Mewa”, pilnowane przez grupę cywilnych mechaników. „Mewy” zostały przekazane eskadrze. Po południu por. Raczyński ze st. szer. pil. Koreptą szukali terenów pod przyszłe lotniska.
13 września por. Sablik z kpr. Kopą wykonali lot pocztowy w rejon Mielec – Nisko. W związku z brakiem paliwa por. Rewakowicz wysyłał w różnych kierunkach tzw. „patrole benzynowe”. 
14 września dotarł do eskadry por. Walczak, przywożąc rozkazy i zadania. Por. Sablik poleciał na rozpoznanie w rejon Kolbuszowa–Przeworsk.
15 września wykonano rozpoznanie w rejonie Gródka Jagiellońskiego, które prowadziła załoga por. Lintzel i kpr. pil. Kępczyński, rozpoznanie Lasów Janowskich realizowała załoga por. Sablik i st. szer. pil. Korepta. Obie załogi zanotowały wynik negatywny. Na rozpoznanie osi Lwów – Sambor – Chyrów – Jarosław – Radymno – Jaworów – Lwów poleciała załoga por. Walczaka z ppor. pil. Kaszyckim.
Pilot tak relacjonował przebieg lotu:

Startujemy z por. Walczakiem o godz. 5.30 przy pochmurnym poranku, ale niezłej widoczności. Zadanie: rozpoznać ruchy npla na kierunku Gródek Jagieloński – Sambor i Chyrów – Felsztyn. Lecimy nisko, trzymając się szosy. Zbliżając się do Przemyśla widzimy szary wąż czołgów i pojazdów mechanicznych długości około 4 km, pełznący w kierunku miasta. Opuszczamy ten rejon nabierając wysokości i lecąc w kierunku Sambora. Nagle czuję mocne szarpnięcie za ramię. Obracam się, a Radek pokazuje mi w górze na północno-zachodniej stronie nieba piątkę samolotów. Znam dobrze tych drani: są to 3 Me-110 i 2 Me-109 lecące na wysokości około 1800 metrów. Błyskawicznie spoglądam na wysokościomierz. Zegar wskazuje wysokość 800 m. Rzut oka po niebie - najbliższa pierzyna chmur wisi dość daleko. Nie zdążę tam wskoczyć, kątem oka widzę jak jeden Messerschmitt odrywa się od klucza i ostro nurkuje w naszym kierunku. Słyszę głuchy bulgot karabinu maszynowego obserwatora, którego serie wkrótce milkną. Chyba zaciął się - przelatuje mi przez myśl. Wszystko dzieje się w sekundach czasu. Rzucam „Czaplę” w ciasną spiralę, pragnąc jak najszybciej zejść do lotu koszącego. Jest to nasza jedyna szansa... Moja „Czapla”, którą przyciągnąłem z Dęblina, jęczy i skrzypi w zwojach spirali. Tuż nad drzewami wyrównuję i lecąc „wężykiem” utrudniam myśliwcowi skuteczne, a dla nas śmiertelne wykonanie ataku. Widzę na płatach ściegi odprysków. To serie niemieckie... Robi mi się gorąco pod haubą. Schodzę jeszcze niżej nad ziemię. Cudem omijam drzewa i ukazujące się przed maską silnika budynki. Wyciskam z silnika maksymalną moc... Znowu czuję dłoń Radka na moim ramieniu. Odwracam na moment głowę i widzę uśmiechniętą, spoconą twarz mojego obserwatora. Wskazuje na północ. Domyślam się, że Messerschmitt zaniechał pogoni, a może zabrakło mu amunicji. Podrywam samolot w górę biorąc kurs na lotnisko. Tym razem jeszcze ocalałem.

Po południu załogi por. Rewakowicza z kpr. Kłyszczem  i por. Sablika ze st. szer. Koreptą poleciały w rejon Lasów Janowskich, poszukując tam sztabu frontu gen. Kazimierza Sosnkowskiego. Wyniki negatywne.
16 września wykonano trzy loty łącznościowe.
17 września po południu dowódca eskadry otrzymał rozkaz przelotu eskadry do Rumunii oraz przekazania tej dyspozycji dowódcy 31 eskadry rozpoznawczej. Wykonując to zadanie, podporucznicy  Małynicz i Hirsz, rozbili w locie powrotnym samolot. Dowódca lotnictwa armii nakazał też przed odlotem wykonać rozpoznanie granicy wschodniej. Rozpoznania dokonała załoga por. Wacińskiego, meldując o ruchach dużych zgrupowań sowieckich wojsk maszerujących w kierunku zachodnim.
Około 17.00 wystartowały do Czerniowiec 4 „Czaple”. Na lotnisku pozostała piąta z załogą: por. Walczak i ppor. Kaszycki oraz plut. mech. Władysław Rutkowski z samochodem.
18 września od świtu por. Walczak usiłował bezskutecznie nawiązać kontakt telefoniczny ze sztabem w Stanisławowie. Ostrzeżony o zbliżających się ukraińskich bandach – zdecydował się odlecieć do Rumunii, lądując na lotnisku Jassy. Plutonowy Rutkowski skierował się samochodem do Kołomyi. Po krótkim pobycie w niewoli, szczęśliwie unikając internowania w ZSRR, uciekł i przedostał się na Węgry.
| Działania eskadry | Działania eskadry         | Działania eskadry      | Działania eskadry      |
| ----------------- | ------------------------- | ---------------------- | ---------------------- |
|                   | Loty bojowe               | w tym łącznikowe       | Zestrzelenia           |
| 92                | około 16                  | 0                      |                        |
| Straty eskadry    |                           |                        |                        |
| Polegli           |                           |                        |                        |
| Ranni             | 2 lżej rannych pilotów    | 2 lżej rannych pilotów | 2 lżej rannych pilotów |
| Zaginieni         |                           |                        |                        |
| Samoloty          |                           |                        |                        |
| Stan              | Uzupełnienie              | Zniszczone             | Ewakuacja              |
| 7 RWD-14 Czapla   | 2 „Czaple” i 2 LWS-3 Mewa | 4 „Czaple” i 2 „Mewy”  | 5                      |

## Personel eskadry
| Stopień, imię i nazwisko       | Okres pełnienia służby |
| ------------------------------ | ---------------------- |
| por. pil. Stanisław Gajek      | 1937–1938              |
| kpt. pil. Stefan Sudek         | 1938–1939              |
| por. obs. Władysław Rewakowicz | 1939                   |

| Stanowisko            | Stopień, imię i nazwisko        |
| --------------------- | ------------------------------- |
| dowódca eskadry       | kpt. Stefan Sudek               |
| dowódca I/23 plutonu  | por. Włodzimierz Tomasz Czupryk |
| dowódca II/23 plutonu | por. Stefan Karol Lintzel       |
| pilot                 | ppor. Zdzisław Wacław Hirsz     |
| obserwator            | por. Ludwik Wacław Raczyński    |
| obserwator            | por. Oskar Sablik               |
| obserwator            | ppor. Lech Kazimierz Małynicz   |

| Stanowisko | Stopień, imię i nazwisko |
| --- | --- |
| dowódca eskadry | por. obs. Władysław Rewakowicz |
| dowódca I/23 plutonu | por. obs. Włodzimierz Czupryk |
| dowódca II/23 plutonu | por. obs. Stefan Lintzel |
| szef mechaników | st. majster wojsk. Wojciech Smoleń |
| szef eskadry | sierż. Paweł Preuss |
| Obserwatorzy | Piloci |
| por. obs. Wacław Raczyński por. obs. Oskar Sablik por. obs. Jan Waciński por. obs. Radomir Walczak por. obs. Antoni Wayda ppor. obs. Lech Małynicz | ppor. pil. Zdzisław Hirsz ppor. rez. pil. Tadeusz Kaszycki plut. pchor. rez. pil. Julian Kraj kpr. pil. Adam Bujak kpr. pil. Zygmunt Bednarski kpr. pil. Antoni Kępczyński kpr. pil. Karol Kłyszcz kpr. pil. Walenty Kopa kpr. pil. Czesław Sulikowski st. szer. pil. Jan Korepta |

## Samoloty eskadry
We wrześniu 1939 na uzbrojeniu eskadry znajdowało się 7 samolotów RWD-14 Czapla i 2 samoloty łącznikowe RWD-8.

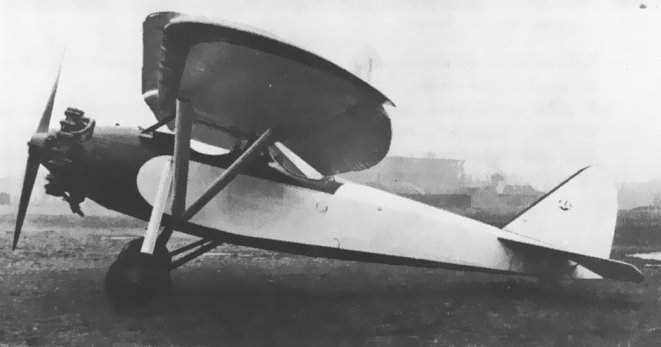
PZL Ł.2
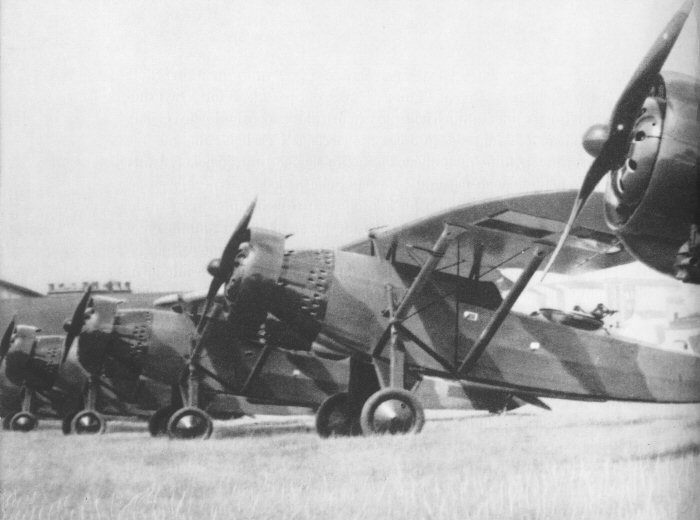
Lublin R.XIII (1937 – 1939)
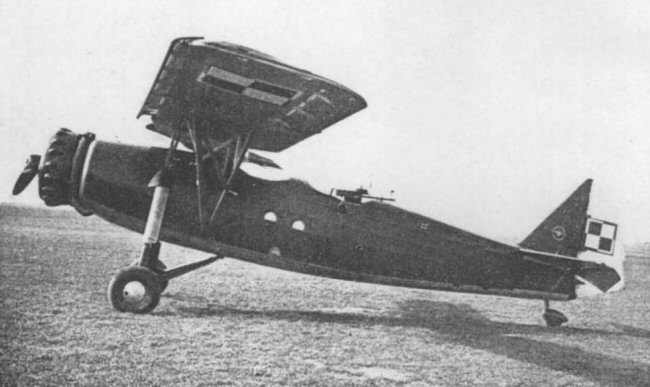
RWD-14 Czapla (1939)
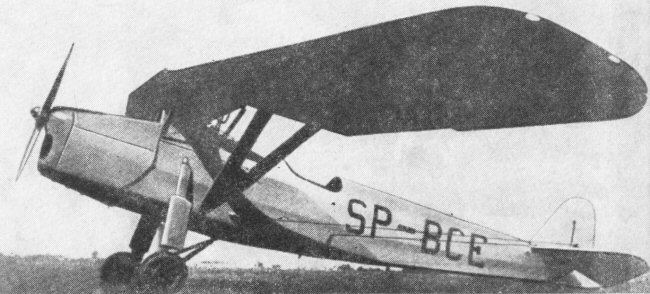
RWD-8 (łącznikowy)
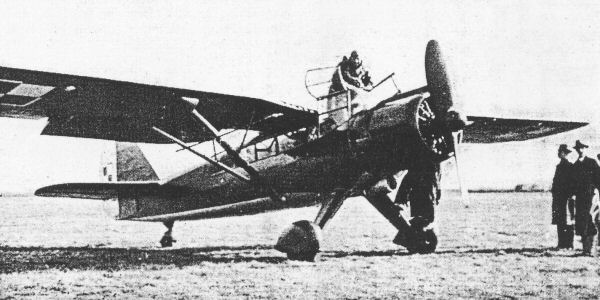
LWS-3 Mewa (uzupełnienie)